# Burning Sea
Burning Sea je ljetni festival heavy metal glazbe, koji se prvi put pod imenom imenom Metalfest Open Air održao u Zadru 2012. godine.

## Povijest festivala
Počeci Metalfesta su iz 2007. godine, kada je održan pod imenom Summer Nights u Strasswalchenu kod Salzburga. Iduće dvije godine održan je u gradiću Mining am Inn, a 2010. mijenja ime u Metalfest Open Air, te je osim u Austriji održan i u Njemačkoj, Švicarskoj, Češkoj i Mađarskoj. U istim državama je održano i 2011. izdanje, a 2012. po prvi put je održan i u Hrvatskoj, Italiji i Poljskoj.
U Hrvatskoj se festival održao 2012. godine u Zadru na Puntamici, čime je postao prvi metal open air festival smješten izravno na morskoj obali. Trajao je četiri dana, te su nastupili od kojih su najpoznatiji Blind Guardian, Kreator, Hypocrisy, Ensiferum,  W.A.S.P., Megadeth, In Extremo, Fear Factory, Behemoth, Alestorm, Death Angel, Tryptikon, Vader, Fleshgod Apocalypse i drugi. 
Iduće se godine izdvaja iz ostalih Metalfest festivala, te postaje zaseban i mijenja ime u Burning Sea. Za izdanje 2013. godine, kao glavni izvođači najavljivani su King Diamond, Iced Earth i Hatebreed, međutim u ožujku je objavljeno da je festival otkazan, jer je PDV na ulaznice povećan na 25 % (prije je iznosio 0 %), te su organizatori zbog nedovoljno novčanih sredstava bili prisiljeni otkazati ga.

## Vanjske poveznice
- Službena stranica